# George County
George County är ett administrativt område i delstaten Mississippi, USA. År 2010 hade countyt 22 578 invånare. Den administrativa huvudorten (county seat) är Lucedale. Countyt har fått sitt namn efter politikern och juristen James Z. George.

## Geografi
Enligt United States Census Bureau har countyt en total area på 1 254 km². 1 241 km² av den arean är land och 13 km² är vatten. 

### Angränsande countyn
- Greene County - nord
- Mobile County, Alabama - öst
- Jackson County - syd
- Stone County - väst
- Perry County - nordväst